# レナカパビル
レナカパビル（英: Lenacapavir, LEN）はヒト免疫不全ウイルス（HIV）のカプシドタンパク質を標的とした抗レトロウイルス薬であり、多剤耐性HIV-1感染症の治療において他の抗HIV薬と併用される。商品名シュンレンカ（英: Sunlenca）。開発コードGS-6207。

## 作用機序
レナカパビルはHIV-1のカプシドタンパク質（CA）単量体間の界面に直接結合する。この結果ウイルスのライフサイクルにおける以下の複数の段階を選択的に阻害し、抗ウイルス活性を示す。
- 核内移行に関わる宿主タンパク質（CPSF6、Nup153）のCAとの結合（逆転写されたプロウイルスDNAの核内移行阻害）
- Gag/Gag-Pol 前駆体からのCA単量体の産生（ウイルス粒子の形成・放出の阻害）
- CA単量体の多量体化（カプシドコアの形成阻害）

なおHIV-2に対しては、 HIV-1と比較して活性が15～25倍低かったことが報告されている。

## 使用法
投与開始後1、2日目に600 mg（300 mgを2錠ずつ）、8日目に300 mgを経口投与し、忍容性を確認後は15日目より維持療法として年に2回の皮下注射（1回927 mg）で用いられる。
従来抗HIV薬は多剤併用による1日1回（ただしマラビロクは1日2回）内服が基本であったが、2022年に初の持続性抗HIV薬として月一または隔月での投与（水懸筋注）が可能なインテグラーゼ阻害薬カボテグラビル（ボカブリア）および非核酸系逆転写酵素阻害薬リルピビリン（リカムビス）の併用が日本で承認されていた。レナカパビルはその翌年に承認されたさらに長時間（6ヶ月）の持続作用を有する抗HIV薬である。
なお適応はあくまで「多剤耐性HIV-1感染症」であり、初期治療には用いない。また単剤では用いず、他の抗HIV薬との併用が必要である。

## 使用上の注意・副作用
一般的な副作用として、注射部分の反応や吐き気などがあげられる。その他の副作用には免疫再構築症候群などがあげられる。妊娠中の人への使用による有害性の証拠はないが、そのような使用に関する十分な研究はされていない。

## 承認
レナカパビルは2022年に欧州、カナダ、米国で、2023年には日本でも医薬品としての使用が承認された。2022年時点の米国での価格は、最初の1年間は約42,250米ドルであり、その後は年間39,000米ドルである。日本での薬価は300 mg錠が9万4,814.2円（8日間5錠で47万4,071 円）、463.5 mg2瓶で320万8,604円であり、1年目は総額689万1,279円とやはり大変高価である（2025年3月時点）。